# Dendrocolaptes sanctithomae
El trepatroncos barrado norteño (Dendrocolaptes sanctithomae)es una especie de ave paseriforme de la familia Furnariidae, subfamilia Dendrocolaptinae, perteneciente al género Dendrocolaptes. Algunos autores sostienen que la presente se divide en dos o más especies. Es nativa de América Central y del noroeste de Sudamérica

## Nombres comunes
Aparte de trepatroncos barrado norteño (en Colombia), también es denominado trepador barreteado (en Costa Rica y Nicaragua), trepatroncos del Magdalena (en Colombia), trepatroncos barreteado norteño (en Ecuador y Panamá), trepador barreteado centroamericano o trepador zuliano (en Venezuela) o trepatroncos norteño; En caso de separación se le denomina trepatroncos barrado occidental.

## Distribución y hábitat
Se distribuye desde el sur de México, hacia el este y sur por Guatemala, Belice, Honduras, El Salvador, Nicaragua, Costa Rica, Panamá, oeste de Colombia, hasta el noroeste de Ecuador; y en el norte de Colombia y noroeste de Venezuela.
Sus hábitat natural es el sotobosque de selvas húmedas de tierras bajas y montanas, hasta los 1800 metros de altitud, y también en manglares por arriba de la línea máxima de las mareas.

## Sistemática

### Descripción original
La especie D. sanctithomae fue descrita por primera vez por el naturalista francés Frédéric de Lafresnaye en 1852 bajo el nombre científico Dendrocops sancti-thomae; su localidad tipo es: « “i. Sancti-Thomae Insula”; error = Santo Tomás, Izabal, Guatemala».

### Etimología
El nombre genérico masculino «Dendrocolaptes» deriva del griego «δενδροκολαπτης dendrokolaptēs»: pájaro que pica los árboles, que se compone de las palabras «δενδρον dendron»: árbol y «κολαπτω kolaptō»: picar;  y el nombre de la especie «sanctithomae», se refiere a la localidad tipo errada, la isla de Santo Tomé (oeste de África).

### Taxonomía
Hasta recientemente la presente especie era considerada conespecífica con Dendrocolaptes certhia, pero fueron separada con base en diferencias de vocalización, comportamentales y morfológicas.
La subespecie D. s. punctipectus es tratada como especie separada: el trepatroncos barrado oriental (Dendrocolaptes punctipectus) por las clasificaciones Aves del Mundo (HBW) y Birdlife International (BLI), con base en diferencias de vocalización y morfológicas.
La subespecie sheffleri es considerada como un taxón singular por algunos autores. Las variaciones tanto del largo del pico como de la extensión de la base pálida de la mandíbula son consideradas clinales de la subespecie nominal, esto resultó en la descripción de las subespecies propuestas nigrirostris (de Costa Rica y Panamá) y colombianus (del oeste de Colombia, noroeste de Ecuador), ambas sinónimos de la nominal. Las supuestas variaciones que condujeron a la descripción de la subespecie legtersi (de la península de Yucatán) también son desconsideradas. La subespecie propuesta hyleorus (de Magdalena, Colombia) es dudosamente distinta y se incluye en punctipectus.

### Subespecies
Según las clasificaciones del Congreso Ornitológico Internacional (IOC) y Clements Checklist/eBird v.2019 se reconocen cuatro subespecies, con su correspondiente distribución geográfica:
- Dendrocolaptes sanctithomae sheffleri Binford, 1965 – pendiente del Pacífico de la Sierra Madre del Sur en el suroeste de México (Guerrero, Oaxaca).
- Dendrocolaptes sanctithomae sanctithomae (Lafresnaye, 1852) – sur de México (centro de Veracruz, península de Yucatán) hacia el sur por la pendiente caribeña hasta Panamá; localmente también en la pendiente del Pacífico en el sur de México (un registro en Chiapas), Guatemala (posiblemente), Honduras, El Salvador y desde el noroeste de Costa Rica al sur hasta Panamá, norte y oeste de Colombia (región de Chocó) y noroeste de Ecuador (al sur hasta Pichincha; registrado también en el noroeste de Guayas).
- Dendrocolaptes sanctithomae hesperius Bangs, 1907 – tierras bajas del Pacífico del suroeste de Costa Rica (incluyendo la península de Osa) y adyacente oeste de Panamá.
- Dendrocolaptes sanctithomae punctipectus Phelps Sr & Gilliard, 1940 – norte de Colombia (medio valle del Magdalena al sur hasta Santander, también en Norte de Santander) y noroeste de Venezuela (cuenca del Maracaibo en Zulia y norte de Mérida).